# What Price Confidence?
What Price Confidence? (ty: Vertrauenssache) är en komisk kammaropera i nio scener med musik och libretto av Ernst Krenek (op. 111).

## Historia
Krenek komponerade operan vintern 1944-45 i St. Paul. Det var Kreneks andra försök med en amerikansk opera. Verket är ett exempel på tolvtonsmusik och är skriven för fyra solister (tenor, baryton, sopran och mezzosopran) och piano. Krenek skrev librettot på engelska och förlade handlingen till London i början av 1900-talet med scener som bland annat kretsar kring ett självmordsförsök på Waterloo Bridge och ett möte på British Museum.
Operan delar samma öde som Tarquin att den nådde en försenad premiär i Tyskland, den 22 maj 1962 i Saarbrücken. Men den gången var Krenek tillräckligt nöjd med sitt verk att han godkände den för publicering på musikförlaget Bärenreiter (BA 4301). Numera uppförs operan tämligen ofta. 1970 sattes operan upp i San Francisco.

## Personer
| Roller  | Stämma      | Premiärbesättning den 23 maj 1962 (Dirigent: ) |
| ------- | ----------- | ---------------------------------------------- |
| Edwin   | baryton     |                                                |
| Gloria  | sopran      |                                                |
| Richard | tenor       |                                                |
| Vivian  | mezzosopran |                                                |